# Граубнер, Ян
Ян Граубнер (чеш. Jan Graubner; 29 августа 1948, Брно, Чехословакия) — чешский прелат. Титулярный епископ Тагарии и вспомогательный епископ Оломоуца с 17 марта 1990 года по 28 сентября 1992 года. Архиепископ Оломоуца с 28 сентября 1992 года по 13 мая 2022 года. Архиепископ Праги с 13 мая 2022 года. 

## Биография
Родился 29 августа 1948 года в Брно. После окончания средней школы в Стражнице в 1967 году поступил в духовную семинарию. С 1968 года учился на богословском факультете в Оломоуце.
23 июня 1973 года рукоположён в сан священника и направлен в Готвальдов. 17 марта 1990 года назначен вспомогательным епископом Оломоуца и титулярным епископом Тагарии. Главным хиротоником при рукоположении Граубнера в сан епископа был архиепископ Франтишек Ванак.
28 сентября 1992 года Граубнер назначен архиепископом Оломоуцким.
13 мая 2022 года Папа Франциск принял отставку кардинала Доминика Дука с поста архиепископа Праги и назначил его преемником архиепископа Оломоуца Яна Граубнера.

## Награды
- крест министерства обороны Чехии (2003);
- орден святого Флориана (2003) от Ассоциации пожарных Чехии, Моравии и Силезии;
- орден Томаша Масарика (2008) вручён Президентом Чехии;
- орден почётной лилии (2008) от скаутского движения[5]
- Медаль Карла Крамаржа (30 сентября 2013)[7]